# Projekti Lönnrot
Projekti Lönnrot är ett finskt digitaliseringsprojekt som syftar att digitalisera finsk- och svenskspråkiga böcker med hjälp av volontärer. Den är oberoende sedan 2005 men samarbetar med Project Gutenberg och har haft samröre även med Projekt Runeberg. I juni 2013 fanns det 877 färdiga böcker.
Projektet är namngivet efter Elias Lönnrot, den finska språkforskaren som reste runt i Finland och samlade på folkdikter som han sammanställde i det finska nationaleposet Kalevala.